# Francis Gary Powers
Francis Gary Powers (født 17. august 1929, død 1. august 1977) var en amerikansk pilot, der under den kolde krig fløj ind over Cuba og USSR. Han fløj i et Lockheed U-2 fly, der kunne nå op i en højde over 20 km, hvor man ikke mente at sovjetraketter kunne nå flyet.
Flyet blev imidlertid skudt ned over Sovjetunionen 1. maj 1960, og han tog ikke sin giftinjektion, som han skulle, lige som han ikke udløste flyets selvdestruktionsmekanisme. Nikita Khrusjtjov triumferede og kunne dokumentere amerikansk fotospionage. USA havde ellers hævdet, der var tale om et meteorologisk fly, der var kommet på afveje. 
Efter nogle år blev Powers udvekslet med en sovjetisk topspion.
Ved sin død blev han begravet på Arlington National Cemetery.